# Simon Johnson
Simon H. Johnson (født 16. januar 1963 i Sheffield i England) er en britisk-amerikansk økonom. Han er Ronald A. Kurtz Professor i iværksætteri ved MIT Sloan School of Management og senior fellow ved Peterson Institute for International Economics. Han har haft en bred vifte af akademiske og politikrelaterede stillinger, herunder som lektor i økonomi ved Duke University's Fuqua School of Business (1991-1997). Fra marts 2007 til slutningen af august 2008 var han cheføkonom i International Monetary Fund.
I 2024 blev Johnson, Daron Acemoglu og James A. Robinson tildelt Nobelprisen i økonomi for deres sammenlignende undersøgelser af velstand blandt nationer.

## Uddannelse
Johnson tog en bachelorgrad fra University of Oxford, som blev efterfulgt af en mastergrad fra University of Manchester, og endelig i 1989 tjente han en Ph.D.-grad i økonomi fra MIT med en afhandling med titlen "Inflation, intermediation, and economic activity".

## Karriere
I november 2020 blev Johnson udnævnt til frivilligt medlem af Joe Biden overgangsteam for at støtte overgangsindsatsen relateret til USA's finansministerium og Federal Reserve.

## Tilknytning
Blandt andre stillinger er Johnson tilknyttet National Bureau of Economic Research, Center for Economic Policy Research og det internationale forskningsråd ved Center for Social and Economic Research (CASE). Han er også medlem af Kongressens Budget Office's Panel of Economic Advisors. Fra 2006 til 2007 var han visiting fellow ved Peterson Institute for International Economics, hvor han i øjeblikket er senior fellow. Han sidder i redaktionen for fire videnskabelige økonomitidsskrifter. Han har været tilknyttet Project Syndicate siden 2007.

## Forskning og publikationer
Simon Johnson er forfatter til bogen 13 Bankers: The Wall Street Takeover and the Next Financial Meltdown fra 2010 sammen med James Kwak, med hvem han også har stiftet og regelmæssigt bidrager til den økonomiske blog The Baseline Scenario. ISBN 978-0307379054 Han er også forfatter til White House Burning: Our National Debt and Why It Matters to You (2013); Jump-Starting America: How Breakthrough Science Can Revive Economic Growth and the American Dream (2019), med Jonathan Gruber; og Power and Progress: Our Thousand-Year Struggle Over Technology and Prosperity (2023), med Daron Acemoglu. 

### Power and Progress
Power and Progress er en bog om den historiske udvikling af teknologi og de sociale og politiske konsekvenser heraf. Bogen omhandler tre spørgsmål, nemlig forholdet mellem nye maskiner og produktionsmetoder og lønninger, spørgsmålet om, hvordan teknologien kan udnyttes til sociale fremskridt, og baggrunden for, at der er stor entusiasme omkring kunstig intelligens.Power and Progress hævder, at teknologier ikke automatisk giver sociale gevinster, og at deres fordele går til en smal elite. Den giver et ret kritisk syn på kunstig intelligens (AI), idet den understreger dens i høj grad negative indvirkning på arbejdspladser og lønninger og på demokratiet.
Acemoglu og Johnson præsenterer også en vision om, hvordan nye teknologier kan blive anvendt til samfundsmæssige fremskridt. De ser Den progressive æra som en model. Og de diskuterer en liste over politiske forslag til omdirigering af teknologi, der omfatter: (1) markedsincitamenter, (2) opløsning af big tech, (3) skattereformer, (4) investeringer i arbejdstagere, (5) beskyttelse af privatlivets fred og data ejerskab, og (6) en digital reklameskat.